# Billy Gonsalves
Adelino William "Billy" Gonsalves (a veces escrito en la forma portuguesa, Gonçalves) (10 de agosto de 1908 en Portsmouth, Rhode Island – 17 de julio de 1977 en Kearney, Nueva Jersey) fue un futbolista estadounidense, algunas veces considerado como el "Babe Ruth del fútbol".

## Selección nacional
Jugó 6 partidos con la selección estadounidense marcó 1 gol. Disputó dos mundiales en 1930 y 1934.

### Participaciones en Copas del Mundo
| Mundial                        | Sede    | Resultado    | PJ | Goles |
| ------------------------------ | ------- | ------------ | -- | ----- |
| Copa Mundial de Fútbol de 1930 | Uruguay | Tercer lugar | 3  | 0     |
| Copa Mundial de Fútbol de 1934 | Italia  | Primera fase | 1  | 0     |

## Clubes
| Club                             | País           | Año         |
| -------------------------------- | -------------- | ----------- |
| Lusitania Recreation Club        | Estados Unidos | 1926 - 1927 |
| Boston Soccer Club               | Estados Unidos | 1927 - 1929 |
| Fall River F.C.                  | Estados Unidos | 1929 - 1932 |
| Fall River FC                    | Estados Unidos | 1932        |
| St. Louis Central Breweries F.C. | Estados Unidos | 1933 - 1937 |
| Beltmar Drug                     | Estados Unidos | 1937- 1938  |
| South Side Radio                 | Estados Unidos | 1938        |
| Chicago Manhattan Beer           | Estados Unidos | 1938 - 1939 |
| Healy F.C.                       | Estados Unidos | 1940 - 1941 |
| Kearny Scots                     | Estados Unidos | 1941 - 1942 |
| Brooklyn Hispano                 | Estados Unidos | 1942- 1948  |
| Newark F.C.                      | Estados Unidos | 1948 - 1952 |